# Куду, Теренс
Тере́нс Анж Куду́ (фр. Thérence Ange Koudou; род. 13 декабря 2004, Ливри-Гарган) — французский футболист ивуарийского происхождения, защитник клуба «По».

## Клубная карьера
Куду — воспитанник клубов «Голли», «Компань», «Вилепинте», «Торси» и «Реймс». В 2021 году Теренс начал выступать за дублирующий состав последних. 12 августа 2023 года в матче против марсельского «Олимпика» он дебютировал в Лиге 1. 

## Международная карьера
В 2023 году в составе молодёжной сборной Франции Куду принял участие в молодёжном чемпионате мира в Аргентине. На турнире он сыграл в матчах против команд Гамбии и Гондураса.